# International News Service
L'International News Service (INS) était une agence de presse américaine créée en 1909 par le magnat américain des médias William Randolph Hearst, qui avait commencé à déployer un réseau de journalistes en Europe. Elle fusionna en 1959 avec une autre agence de presse, United Press, pour devenir United Press International.
Une grande station de radio de New York, qui était cliente, WINS, a tiré son nom de l'INS. Elle compta parmi ses journalistes-vedette Irving R. Levine (en), qui a couvert pour elle le début de la guerre de Corée en 1950 et Marion Carpenter (en), première femme photographe accréditée à la Maison-Blanche.

## Histoire
Dès ses débuts, l'International News Service, d'abord conçue pour les seuls journaux du matin, réussit à se faire une place au soleil, grâce au grand nombre de titres détenus par William Randolph Hearst, qui lui permettent d'obtenir la taille critique. La United Press, fondée en 1907 par un autre magnat américain des médias, Edward Willis Scripps, fait de même et talonne l'Associated Press. Entre 1915 et 1917, les trois premières agences de presse américaines ont respectivement 908, 625 et 400 clients aux États-Unis, Associated Press conservant la tête mais en réunissant moins de membres que ses deux poursuivantes réunis.
En octobre 1916, la France et l’Angleterre reprochent à William Randolph Hearst  son manque de neutralité car il fait ouvertement campagne contre l’entrée en guerre des États-Unis. En rétorsion, l'agence INS se voit refuser par la France et l’Angleterre l’accès aux liaisons par câble transatlantiques. Un peu plus tôt, la revue Harper's Weekly avait enquêté, pour accuser INS d’avoir de faux correspondants en Europe, et de fabriquer de faux reportages à partir de nouvelles de l’Associated Press. William Randolph Hearst n’avait pas répondu à ces accusations. L’Associated Press lui fait un procès.
Dans un arrêt de 1918 resté célèbre la Cour suprême des États-Unis donne raison à l'Associated Press, ce qui assure un premier droit d’auteur aux journalistes américains et surtout à leurs entreprises,.
L'arrêt International News Service contre Associated Press estime que "le coût du service (la recherche de l'information) serait prohibitif si la récompense (sous forme de protection) devait être aussi limitée". La décision est prise par cinq voix contre trois, le neuvième juré, John Clark, actionnaire d'un journal, n'ayant pas pris part au vote pour ne pas créer de conflit d'intérêts.
Après la Seconde Guerre mondiale, le réseau international d'International News Service comprend notamment un bureau à Paris, au 10 place de la Bourse, et un à Moscou, mais le gouvernement soviétique a invité en 1957 son correspondant Charles Klensch, à quitter le plus rapidement possible le territoire de l'URSS.
International News Service fusionna en 1958 avec une autre agence de presse privée américaine, United Press, qui avait connu depuis 1945 une forte croissance en Amérique du Nord et cherchait à s'internationaliser.